# Natação nos Jogos Olímpicos de Verão da Juventude de 2014 - 200 m estilos Rapazes
As provas de natação' dos' 200 m estilos de rapazes nos Jogos Olímpicos de Verão da Juventude de 2014 decorreram a 18 de Agosto de 2014 no natatório do Centro Olímpico de Desportos de Nanquim em Nanquim, China. Benjamin Gratz foi Ouro representando os Hungria, sendo a Prata ganha por Povilas Strazdas (Lituânia). O húngaro Norbert Szabo foi Bronze.

## Medalhistas
| Ouro   | HUN Benjamin Gratz   |
| Prata  | LTU Povilas Strazdas |
| Bronze | HUN Norbert Szabo    |

## Resultados da final
| Pos.              | Linha | Nadador                         | Tempo total | Diferença |
| ----------------- | ----- | ------------------------------- | ----------- | --------- |
| Medalha de ouro   | 4     | HUN Benjamin Gratz              | 2:01.8      |           |
| Medalha de prata  | 6     | LTU Povilas Strazdas            | 2:02.32     | +1.24     |
| Medalha de bronze | 3     | HUN Norbert Szabo               | 2:02.47     | +1.39     |
| 4                 | 5     | USA Patrick Mulcare             | 2:02.88     | +1.80     |
| 5                 | 2     | ESP Guillermo Sanchez Gutierrez | 2:03.37     | +2.29     |
| 6                 | 8     | VIE Khoi Tran Duy               | 2:03.69     | +2.61     |
| 7                 | 7     | RSA Christopher Reid            | 2:04.43     | +3.35     |
| 8                 | 1     | AUT Sebastian Steffan           | 2:04.61     | +3.53     |